# Pelorovis
Pelorovis (cừu quái dị) là một chi động vật hoang dã châu Phi đã tuyệt chủng lần đầu tiên xuất hiện trong kỷ Pliocene, 2,5 triệu năm trước, và đã tuyệt chủng vào cuối của kỷ Pleistocen muộn khoảng 12.000 năm trước đây hay thậm chí trong suốt thế Holocene, khoảng 4.000 năm trước đây. Pelorovis có lẽ là không đơn ngành.
Theo những phát hiện này, các hình thức đầu của các chi (P. turkanensis và P. oldowayensis) là họ hàng gần gũi, và có thể là thành viên đầu tiên, thuộc chi Bos. Ngược lại, các hình thức Pleistocen muộn (Pelorovis antiquus) có vẻ là một họ hàng của trâu rừngchâu Phi hiện đại (Syncerus caffer). 

## Mô tả
Pelorovis giống như một con trâu châu Phi, mặc dù nó đã lớn hơn và sở hữu sừng dài, cong. Pelorovis có thể nặng khoảng 1.200 kg (£ 2600), với những con đực lớn nhất đạt 2.000 kg (£ 4400). Xếp hạng nó như là một trong những bò lớn nhất. Các lõi xương của các sừng là mỗi khoảng 1 mét (3.3 ft) dài; khi phủ bằng keratin có thể đã lên đến hai lần chiều dài này.
Sừng của Pelorovis antiquus cũng thật tuyệt vời nhưng giống như trong hình nhiều hơn những con trâu nước (Bubalus). Pelorovis antiquus biến mất vào khoảng 12.000 năm trước đây từ phía nam và phía đông châu Phi. Hóa thạch và bằng chứng khảo cổ học cho biết, loài này sống ở Bắc Phi cho đến 4.000 năm trước đây. 